# Vaso Warwick

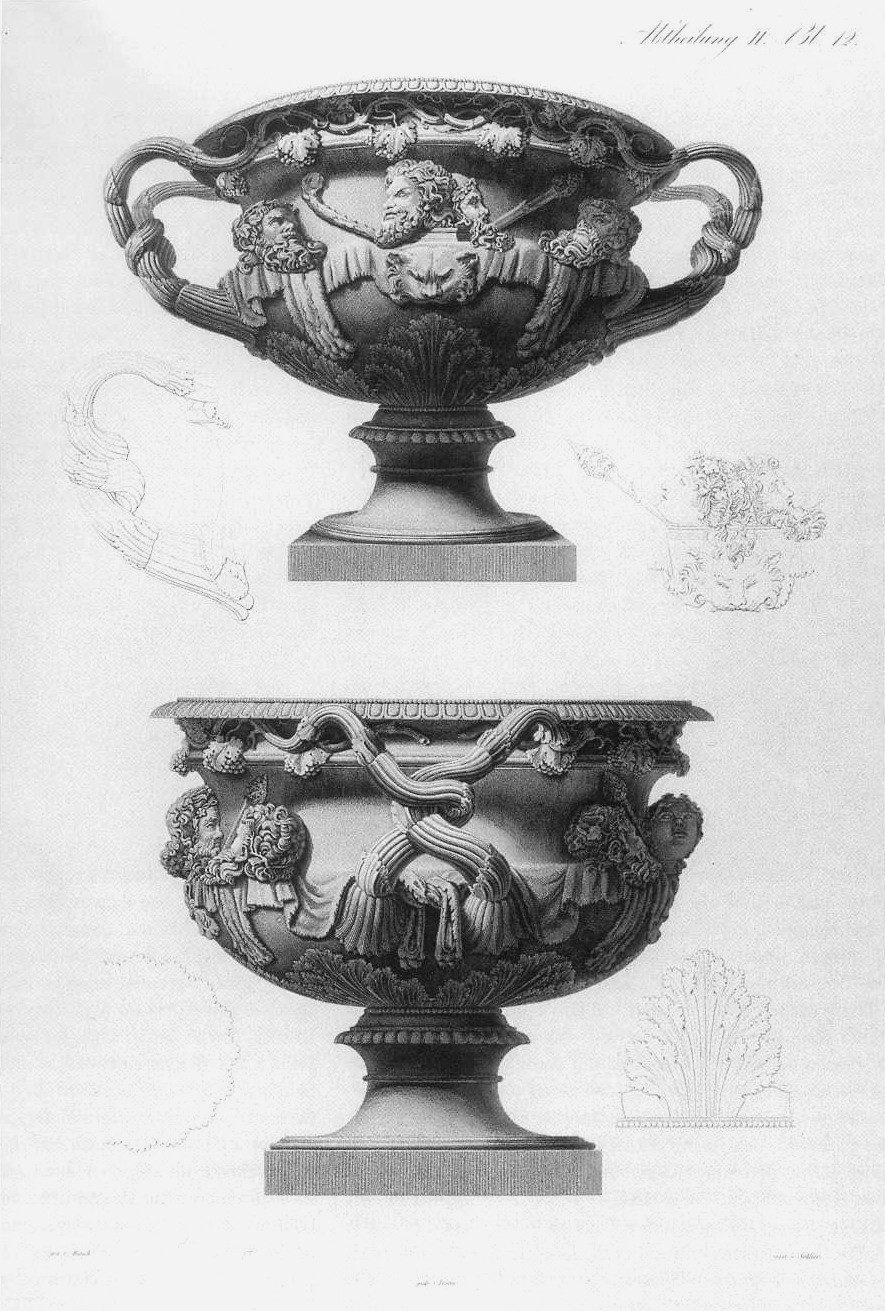
Gravura representando o Vaso Warwick, 1821.

O Vaso Warwick é um vaso em mármore da Roma Antiga, ornamentado com temas báquicos, que foi descoberto em pedaços na Villa Adriana, em Tivoli, cerca de 1771, por Gavin Hamilton, um pintor, antiquário e negociador de arte escocês, e posteriormente restaurado.